# 357106 Pacholka
357106 Pacholka este o planetă minoră (asteroid) din centura de asteroizi. A fost descoperită pe 10 octombrie 2001 la Observatorul Palomar de Near Earth Asteroid Tracking. 
Obiectul prezintă o orbită caracterizată de o semiaxă mare de 2,7669368596519 UAi, o excentricitate de 0,066451267910769, o înclinație de 10,085484186501 ° în raport cu ecliptica.